# Голан, Владимир
Владимир Голан (чеш. Vladimír Holan; 16 сентября 1905[…], Прага, Цислейтания[…] — 31 марта 1980[…], Прага[…]) — чешский поэт и переводчик.

## Биография и творчество
Родившись в столице, вырос в провинции, с 1926 по 1933 работал в страховой кассе, в дальнейшем занимался только литературой и издательской деятельностью, десятилетиями жил в привычной бедности. Книга сюрреалистических стихов «Триумф смерти» (1930) сразу поставила его на одно из первых мест в чешской поэзии. В 1930—1940-е гг. выступал как глубоко ангажированный, социалистический и антифашистский поэт: гневно откликнулся на Мюнхенское соглашение, отдавшее Чехию во власть гитлеровцев, приветствовал Советскую армию как освободительницу Чехии и Европы. Сразу после войны вступил в коммунистическую партию, но уже в 1948-м порвал с ней, был обвинен в формализме, потерял многих друзей в сталинских чистках, до 1962 не публиковался. 
Поэтические книги 1960-х годов — «Истории» (1963), поэма «Ночь с Гамлетом» (1964), «Боль» (1965), «Смертные муки» (1967), «Петух Асклепия» (1970) и др. — представляют собой вершину творчества Голана и крупнейшее явление европейской послевоенной лирики.

## Признание
В 1966 году получает международную премию Этна-Таормина. В 1968, на волне Пражской весны, был признан народным художником, в 1969 выдвигался кандидатом на Нобелевскую премию, в 1973 получил Большую международную поэтическую премию (Брюссель), однако позднейшие его стихи, объединенные в книгу «Бездна бездн», увидели свет только после смерти автора (1982). В 1977, когда умерла его горячо любимая дочь, с рождения страдавшая дауновой болезнью, прекратил писать. В 1988 в Чехии было завершено первое полное собрание его сочинений в 11-ти томах, в 2005-м — второе.

## Голан-переводчик
Голан переводил стихи Низами, Ронсара, Гонгоры, Бодлера, Лермонтова, Ленау, Мицкевича, Словацкого, Рильке. Его собственные стихи давно и не раз переведены на основные европейские языки.

## Произведения
- Blouznivý vějíř (1926)
- Triumf smrti (1930)
- Kameni přicházíš-- (1937)
- První testament (1940)
- Lemuria (1940, проза)
- Chór (1941)
- Terezka Planetová (1944)
- Dík Sovětskému svazu (1945)
- Cesta mraku (1945)
- Havraním brkem (1946)
- Rudoarmejci (1947)
- Tobě (1947)
- Prvni básně, 1930-1937 (1948)
- Mozartiana (1962)
- Cestou (1962, переводы)
- Bez názvu (1962)
- Příběhy (1963)
- Noční hlídka srdce (1963)
- Noc s Hamletem (1964)
- Na postupu: verše z let 1943—1948 (1964)
- Bolest (1965)
- Na sotnách (1967)
- Babyloniaca (1968)
- Ale je hudba (1968)
- Asklépiovi kohouta (1970)
- Lamento (1970)
- Dokumenty (1976)
- Na celé ticho (1977)
- Nokturnál (1980)
- Předposlední (1982)
- Sbohem? (1982)
- Propast propasti (1982)
- Bagately (1988)
- Holan Vladimir. «Zabrmoti».

## Собрание сочинений
- Sebrané spisy. 11 v. Praha: Odeon, 1965—1988